# Wolfgang Geisler (Typograf)

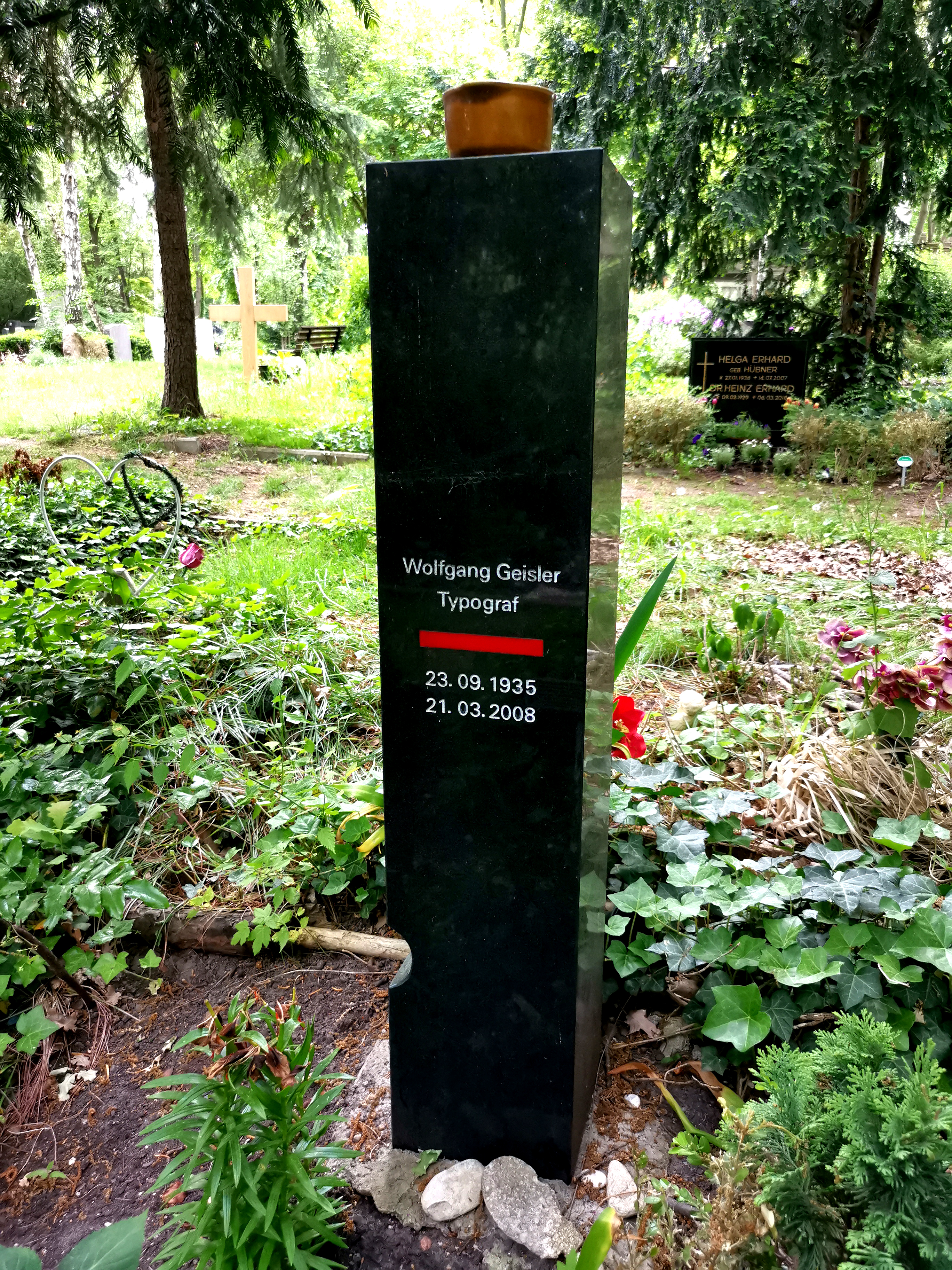
Grab auf dem Friedhof I der Georgen-Parochialgemeinde in Berlin

Wolfgang Geisler (* 23. September 1935 in Kreuzenort; † 21. März 2008 in Berlin) war ein deutscher Grafikdesigner, Typograf und Fachschullehrer.

## Leben und Wirken
Die Familie Geislers wurde in der Folge des Zweiten Weltkriegs aus Schlesien vertrieben und kam in die Sowjetische Besatzungszone. Geisler absolvierte von 1950 bis 1953 eine Lehre als Schriftsetzer. Dann arbeitet er als Metteur und Ausbilder in einer Ost-Berliner Druckerei und von 1961 bis 1964 als Typograf beim Berliner Verlag Junge Welt. Von 1964 bis 1981 war er Leiter der Fachrichtung Typografie der Fachschule für Werbung und Gestaltung Berlin-Oberschöneweide (FSWG). Zu seinen Schülern gehörten u. a. Matthias Gubig und Peter Porsch. 1968 erwarb Geisler extern das Diplom der Hochschule für Grafik und Buchkunst Leipzig. Er arbeitete dann in Berlin freischaffend. Er entwarf u. a. Plakate und gestaltete Zeitschriften und Zeitungen, so 1969 und 1979 Forum, ein Organ des Zentralrats der FDJ, 1970 die Zeitschrift des Verlags Die Wirtschaft Effekt und 1973 Sibylle. Für die Verlage Rütten & Loening, Buchverlag der Morgen, Verlag Neues Leben, Urania-Verlag und Militärverlag macht er buchgestalterische Arbeiten. Für das Plattenlabel Nova entwarf er mindestens ein Plattencover.
Daneben war er weiter Dozent an der FSWG. Er war bis 1990 Mitglied des Verbands Bildender Künstler der DDR.

## Ehrungen
- 1977: Auszeichnung im Wettbewerb Die besten Plakate des Jahres
- 1980: Verdienstmedaille der DDR
- 1986: Preisträger im künstlerischen Wettbewerb zum 100. Geburtstag Ernst Thälmanns
- 1987: Vaterländischer Verdienstorden

## Ausstellungen (unvollständig)
- 1972 bis 1988: Dresden, VII. bis X. Kunstausstellung der DDR
- 1976 bis 1986: Berlin, vier Bezirkskunstausstellungen
- 1984: Berlin, Altes Museum, „Alltag und Epoche“
- 1988: Berlin, Ausstellungszentrum am Fernsehturm, „America latina. Lateinamerika in der bildenden Kunst der DDR“